# Orde van de Heilige Geest van Montpellier
De Orde van de Heilige Geest van Montpellier was een ridderorde die in 1198 door Guido, heer van Montpellier werd gesticht.
Nog in datzelfde jaar werd de orde door paus Innocentius III bevestigd en werden drie hospitalen, één in Rome, één in Montpellier en één in Troyes gesticht.
Van 1217 tot 1291 kende de orde twee commandeurs maar in dat laatste jaar verenigde de orde zich weer onder de commandeur van Rome die de titel van grootmeester kreeg.
In 1459 verloor de orde in een bul van paus Pius II haar ridders en zij bestond in Rome verder als kloosterorde met kanunniken en kanunnikessen. Zoals zo vaak werd de pauselijke bul in Frankrijk genegeerd, daar bestond de orde in haar oude vorm voort en zij was zo rijk dat de orde Lodewijk XIV in 1692 aanbood om op haar kosten een regiment uit te rusten.
In 1693 hervormde de Franse koning de orde en werd zij een orde van kanunniken.
Ackermann vermeldt de orde als een historische orde van Frankrijk.